# Byåsen Håndball Elite
Byåsen Håndball Elite eller Byåsen HE er en norsk håndboldklub, hjemmehørende i Trondheim der spiller i den bedste norske håndboldrække, Eliteserien. Håndboldholdet er en del er klubforeningen Byåsen IL.

## Meritter
- Eliteserien:
  - Vinder: 1984/1985, 1985/1986, 1987/1988, 1988/1989
- NM Cup:
  - Vinder: 1988, 1989, 1991, 2007
  - Finalist: 2006, 2008, 2009
- EHF Cup Winners' Cup:
  - Finalist: 2007

## Spillertruppen 2022/23
| Målvogtere - 01 Annick Lipman - 16 Helle Kjellberg-Line Wingers RW - 22 Ida Marie Kallhovd - 28 Lone Sandvik LW - 06 Sofie Riseth - 07 Anna Huse - 20 Karen Forseth Stregspillere - 04 Mathilde Arnstad - 10 Caroline Aar Jakobsen (c) | Bagspillere LB - 05 Dina Klungtveit Olufsen - 17 Janne Håvelsrud Eklo - 31 Kjerstin Boge Solås CB - 09 Teodora Tomac - 30 Julie Nygård RB - 03 Maria Hjertner - 26 Marie Rokkones Hansen |

### Transfers i sæsonen 2023/24
| Tilgange | Afgange |

### Kendte spiller fra klubben som har spillet på det norske landshold
- Annette Skottvoll
- Karin Pettersen
- Mona Dahle
- Ann Cathrin Eriksen
- Trine Haltvik
- Kari Solem
- Hege Kristine Kvitsand
- Vigdis Hårsaker
- Kjersti Beck
- Elisabeth Hilmo
- Terese Pedersen
- Kari Aalvik Grimsbø
- Camilla Herrem
- Marit Malm Frafjord
- Gøril Snorroeggen
- Pernille Wibe
- Mari Molid
- Amanda Kurtovic
- Maja Jakobsen
- Tonje Nøstvold
- Marta Tomac

### Kendte spiller fra klubben
- Kate Mogseth
- Camilla Solberg
- Suzana Zuljani
- Raja Toumi
- Mia Hermansson-Högdahl
- Beate Jonassen Grua
- Ingrid Nygård Pedersen
- Sissel Nygård Pedersen
- Marthe Florholmen
- Hilde Stavran Magnussen
- Maren Villabø
- Therese Henden
- Elisabeth Aaraas
- Marte Snorroeggen
- Iva Zamorska
- Barbara Arenhart
- June Andenæs
- Inga Berit Svestad
- Yeliz Özel